# Meurs un autre jour
Pour les articles homonymes, voir Die Another Day (homonymie).
Série
Le monde ne suffit pas
(1999) Casino Royale
(2006)
Pour plus de détails, voir Fiche technique et Distribution.
Meurs un autre jour (Die Another Day) est un film d'espionnage britannico-américain réalisé par Lee Tamahori et sorti en 2002. Il s'agit du 20e opus de la série des films de James Bond produite par EON Productions. Pierce Brosnan y incarne James Bond pour la quatrième et dernière fois.
Premier film de James Bond du XXIe siècle, Meurs un autre jour marque le 40e anniversaire de la franchise et comprend à ce titre des références à chaque film de la saga, débutée en 1962 par James Bond 007 contre Dr No, avec Sean Connery.
James Bond est en mission en Corée du Nord à la suite d'une enquête sur un trafic d'armes et de diamants de contrebande, dirigé par le Colonel Moon. Mais quelqu'un le trahit et après une course-poursuite menant à la mort du colonel nord-coréen, il se fait capturer par le Général Moon (le père du colonel), puis torturer. Un an plus tard, il est relâché lors d'un échange contre Zao, l'ex-homme de main du Colonel Moon, le seul qui connaît l'identité du traître. Abandonné par le MI6, Bond mène son enquête en solo de Hong Kong à Londres pour savoir qui l'a trahi et qui est ce mystérieux Gustav Graves, dont il a retrouvé des diamants dans les mains de Zao. Pendant ce temps, Bond fait la connaissance de Jinx, une femme assez mystérieuse et possédant  deux identités. « M » lui propose de le réintégrer à son poste d'agent secret et l'envoie en Islande, où il fait la connaissance de Miranda Frost, un agent du MI6, alors qu'il commence à percer l'identité de Gustav Graves et à découvrir le secret de son dangereux projet. Cependant, Bond n'est pas au bout de ses surprises.

## Synopsis

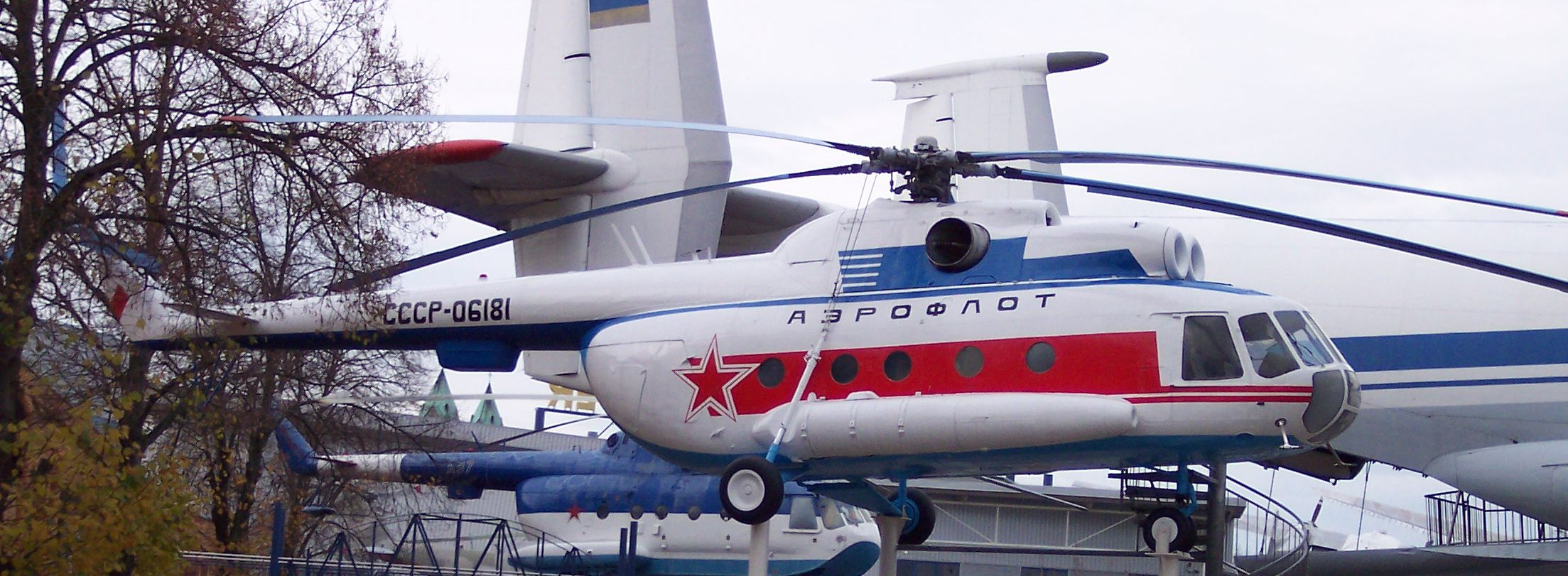
Hélicoptère Mil Hip-C utilisé par Bond

Alors qu'il débarque (en surf) sur les côtes de Corée du Nord pour une mission, Bond et deux agents étrangers détournent un hélicoptère et prennent la place et les identités des occupants qui sont des trafiquants de diamants de conflit. Ils arrivent dans une base militaire située dans la zone démilitarisée et entrent en contact avec le colonel nord-coréen Moon où Bond se fait passer pour le trafiquant de diamants de conflit avec qui le colonel avait rendez-vous pour acheter la marchandise. Mais au cours de la transaction, le colonel est informé du statut d'agent des services secrets britanniques de James Bond et, en réaction, il détruit l'hélicoptère prévu pour leur départ et s'apprête à faire exécuter l'agent secret.
Grâce aux gadgets de Q, Bond fait diversion en déclenchant une série d'explosions. L'une d'elles projette dans la peau d'un certain Zao, l'homme de main du colonel Moon, des diamants qui marquent son visage. S'ensuit une course poursuite en aéroglisseurs sur terrains minés entre Bond et le Colonel Moon. Ce dernier se retrouve précipité dans le vide tandis que Bond, s'étant agrippé in extremis à la corde d'une cloche, s'en tire miraculeusement. Il est récupéré par une escouade de l'armée nord-coréenne à la tête de laquelle se trouve le Général Moon, le propre père du Colonel, les yeux embués par la mort de son fils. Le Général envoie l'espion à la torture qui durera pendant tout le générique.

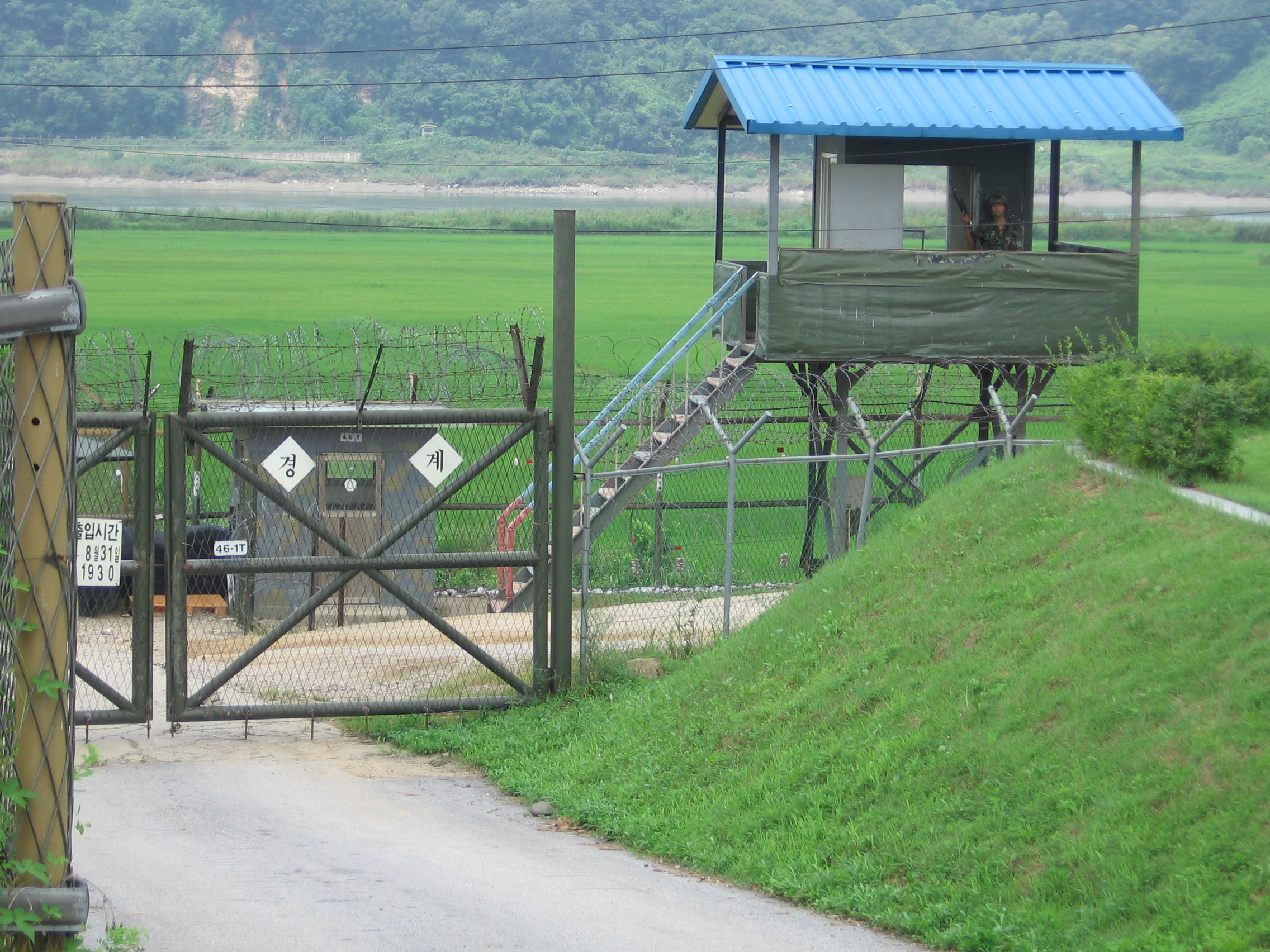
Un check-point sud-coréen

Torturé durant quatorze mois, c'est finalement un Bond hirsute qui découvre que le Général Moon le libère au cours d'un échange de prisonnier. À sa grande fureur, l'autre prisonnier libéré par le Royaume-Uni n'est autre que Zao, l'individu au visage « diamanté ». Bond est emmené dans une cellule médicalisée où il est soigné. Alors qu'il s'attendait vraisemblablement à être relativement bien accueilli durant sa convalescence, Bond a la mauvaise surprise de constater que M, sa supérieure, plus froide et austère que jamais, aurait préféré le laisser en Corée du Nord plutôt que de libérer Zao. En effet, le MI-6 l'a échangé contre Zao — qui avait fait échouer des pourparlers de paix intercoréens à Hong Kong en abattant trois agents secrets chinois — parce qu'une taupe de la CIA haut placée dans l'état-major de l'APC a été compromise et exécutée. Les Américains ont eu la preuve que la fuite provenait d'une prison nord-coréenne dont Bond était l'unique détenu et en ont conclu que ce dernier avait cédé. Bond est convaincu que le traître est la même personne qui l'avait compromis auprès de Moon, mais il apprend qu'il est retiré du service actif.

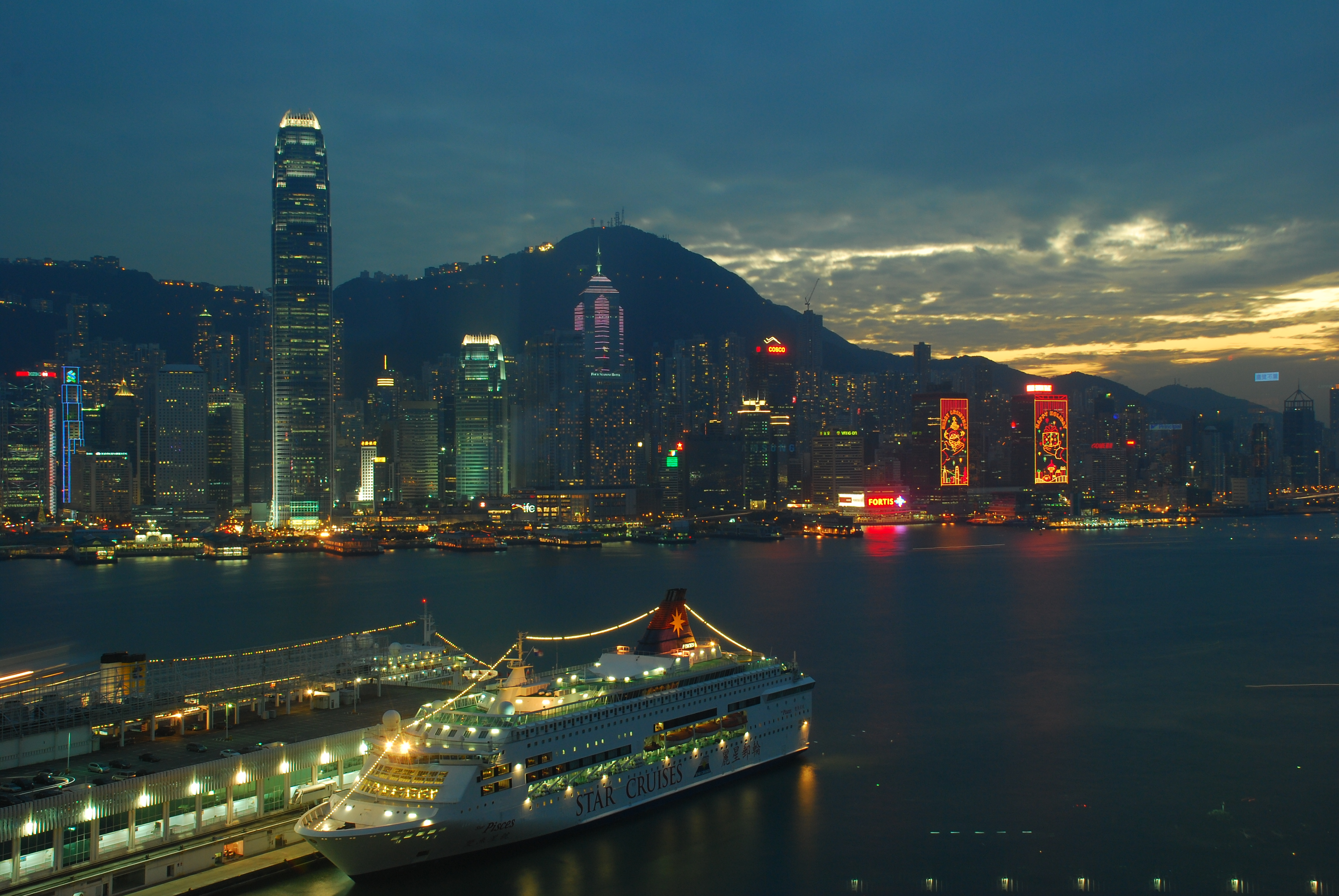
Hong Kong

Abandonné de tous, l'agent secret simule un arrêt cardiaque, et profite de l'arrivée de médecins venus le réanimer pour s'échapper sans difficulté du lieu de confinement où il était maintenu par le MI-6 (un bâtiment de la Royal Navy au large de Hong Kong) et rejoint, après avoir traversé la Mer de Chine à la nage, un hôtel de luxe dont le patron, Mr Chang, reconnait James Bond et lui met immédiatement une suite de haut standing à sa disposition. Rasé et propre, James Bond voit rapidement la jeune hôtesse chinoise placée à son service lui faire des avances, mais comprend le jeu grossier qui se joue devant lui. En lançant un cendrier à travers un miroir, il n'est pas surpris de découvrir qu'il était filmé à travers une vitre sans tain par les agents de Mr Chang, qui travaille pour les renseignements chinois. Bond passe un marché avec Mr Chang : en échange d'informations sur Zao et d'un transport pour sa localisation, Bond s'engage à le liquider pour le compte des services secrets chinois, dont plusieurs agents ont été tués par le terroriste. Ayant reçu l'accord de Pékin, Mr Chang est tout heureux de fournir ces informations à James Bond, en plus de faux passeports et de billets d'avion pour La Havane à Cuba, où Zao a été repéré.

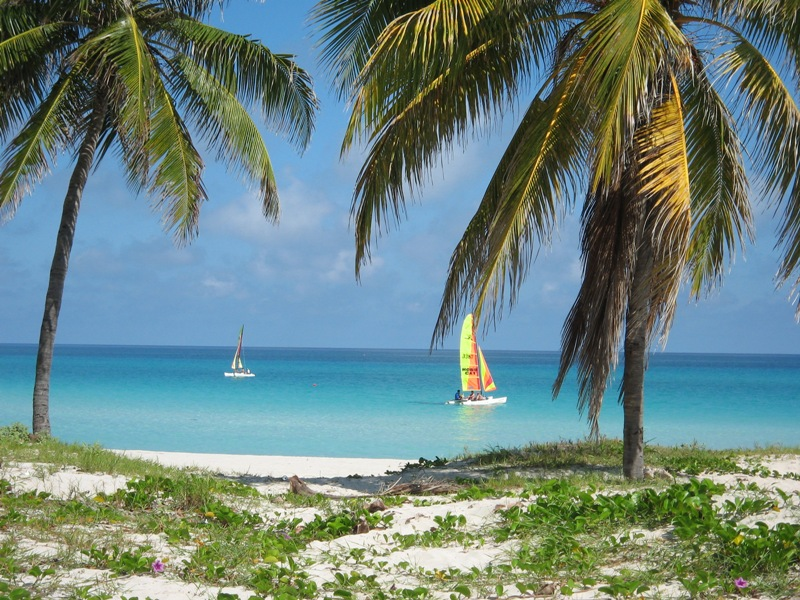
Cuba

Sur place, 007 rencontre Raoul qui est à la tête d'un réseau d'espionnage cubain pour retrouver Zao. Après s'être renseigné auprès de ses collègues, le Cubain dévoile à Bond que le Coréen est un patient de la clinique du docteur Alvarez qui — grâce à une technologie avancée et moyennant finance exorbitante — parvient à modifier durablement les traits physiques d'une personne afin de lui donner accès à une toute nouvelle identité. Bond se rend dans la station balnéaire en face de l'île de la clinique et fait connaissance sur la plage avec Jinx, en apparence une touriste profitant de ses vacances. Tous deux passent la nuit ensemble. Le lendemain matin, après le départ de Jinx pour la clinique, Bond s'y introduit sans difficulté.
Dans la clinique, Jinx, se faisant passer pour une cliente potentielle, exécute le fameux docteur Alvarez et se met à chercher la chambre de Zao avant de mettre le feu à son bureau. L'incendie se propage rapidement, entraînant des explosions. Pendant ce temps, Bond retrouve le terroriste en cours de traitement et découvre aussi que son apparence physique s'est modifiée depuis leur dernière rencontre : l'homme n'a désormais plus un seul cheveu et son teint est pâle. Alors que Bond tente de l'interroger pour connaitre l'identité du traître, Zao prend la fuite, mais laisse derrière lui une capsule. Bond n'arrive pas à rattraper Zao qui s'enfuit en hélicoptère alors qu'il se retrouvait pourchassé par Jinx, dont l'agent secret repère son dossier dans la poubelle du chirurgien, juste à côté du corps de celui-ci, juste avant qu'il soit consumé par les flammes. Finalement, Jinx s'échappe en effectuant un improbable plongeon de près de 300 mètres de haut. Bond découvre le contenu de la capsule laissée par Zao, remplie de diamants africains destinées à payer ces opérations. Bond retourne voir Raoul pour les étudier et découvre que ceux-ci portent la marque du richissime diamantaire Gustav Graves.

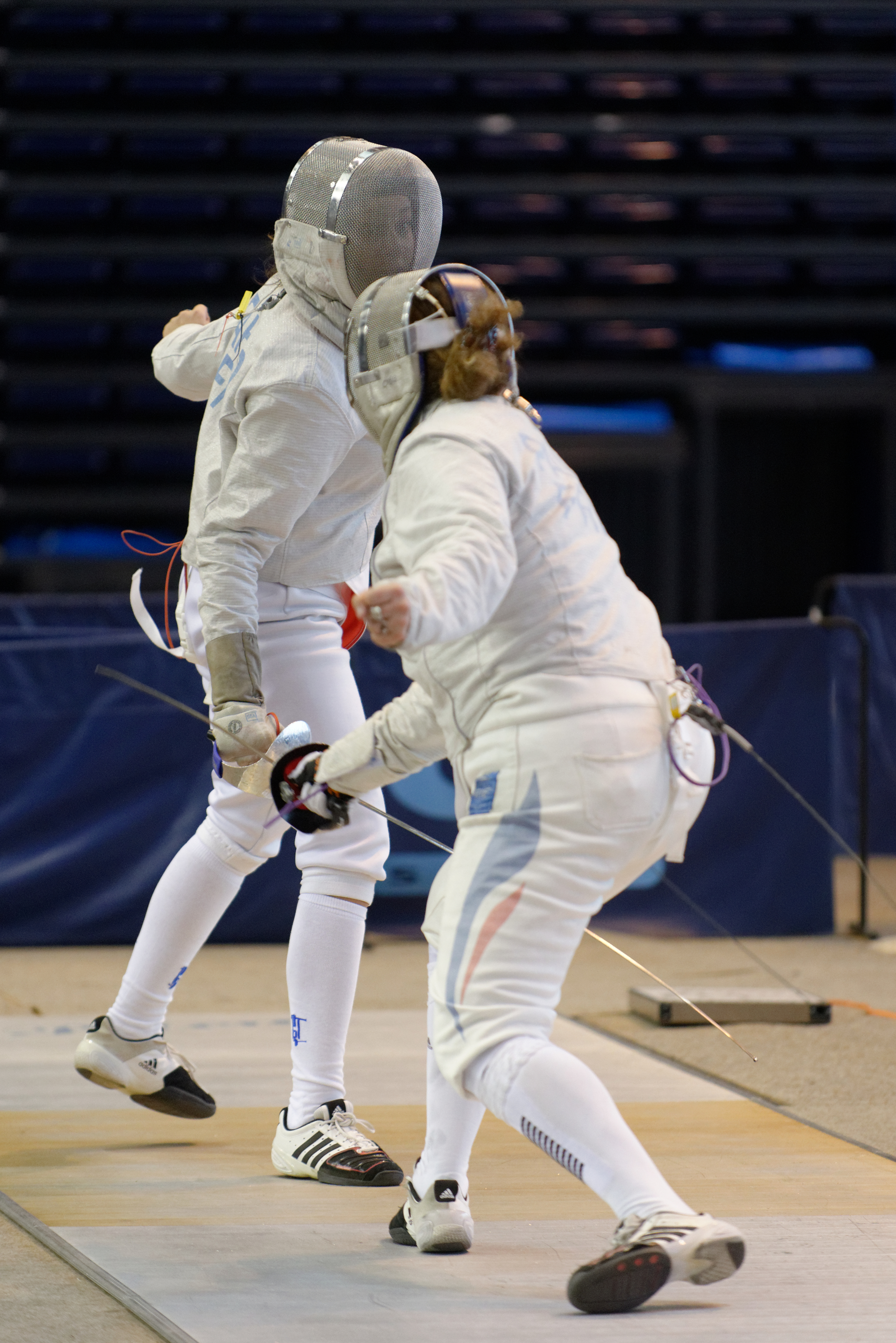
Escrime

De retour à Londres, l'enquête de Bond le mène rapidement sur les traces d'un certain Gustav Graves, milliardaire ayant fait fortune dans les mines de diamants, ayant notamment découvert un filon majeur en Islande. Bond soupçonne Graves d'utiliser la mine islandaise comme couverture pour le trafic des diamants issus des conflits africains. Il rencontre Graves dans un club d'escrime. Arrogant et hautain, Graves provoque Bond en duel et s'énerve visiblement lorsque Bond lui suggère de jouer pour l'un des diamants qu'il a retrouvés à Cuba et qui sont identiques à ceux d'Afrique, puis lorsque Bond remporte la manche suivante, revenant à 2-1. Graves décide de défier sérieusement Bond dans tout le bâtiment. Le combat au sabre entre les deux hommes provoque des dégâts considérables dans la bâtisse. Bond remporte finalement la victoire en blessant légèrement au torse l'hystérique Gustav Graves. Son assistante, Miranda Frost, ex-championne olympique d'escrime, est folle de rage devant les dégâts provoqués par son patron. Ce dernier invite alors Bond à une conférence en Islande. Sur le point de partir, Bond a la surprise de voir l'agent Robinson lui donner sous couverture rendez-vous dans une planque désaffectée du MI-6.

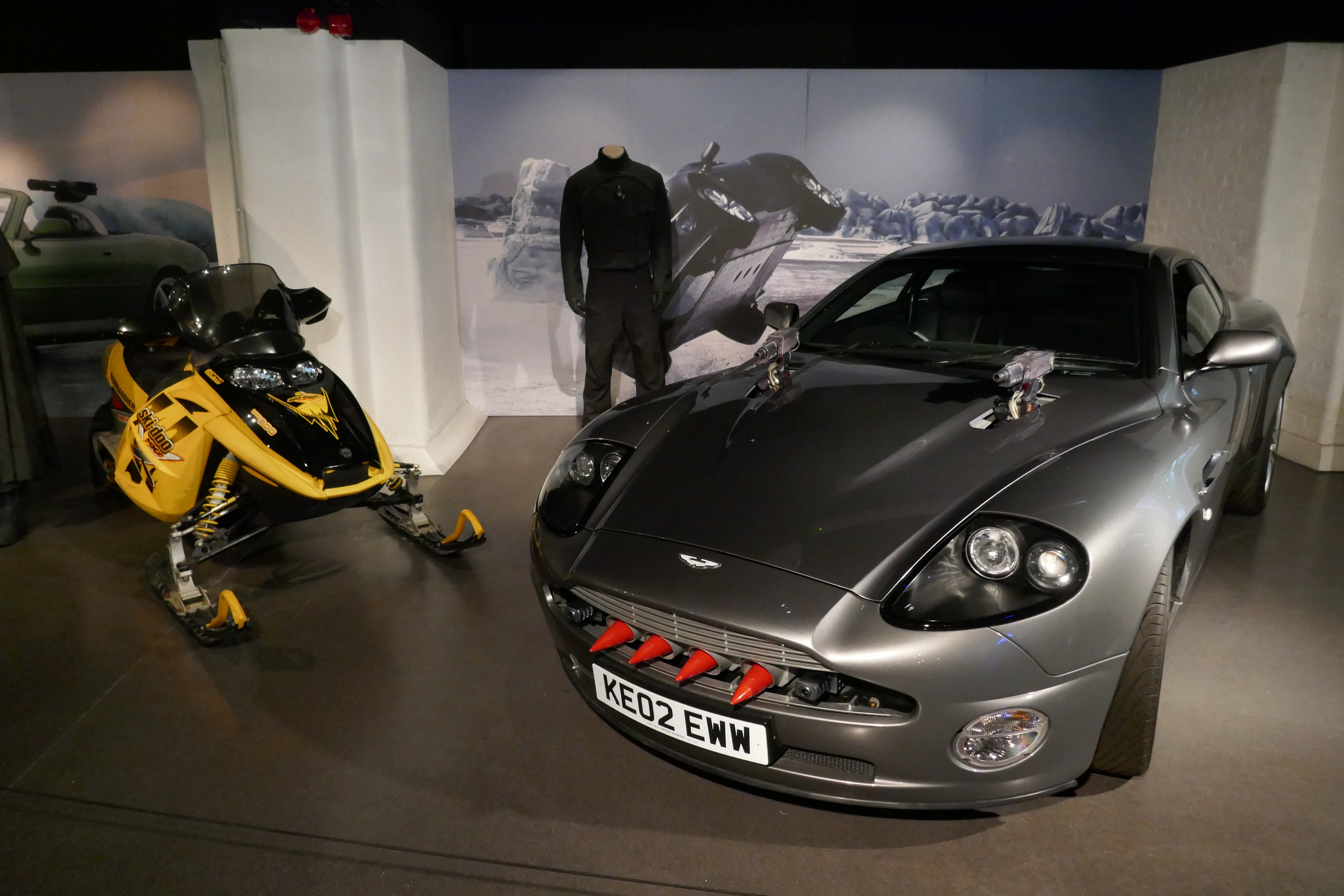
Aston Martin Vanquish de James Bond

Après cette rencontre musclée avec Graves, Bond retrouve M dans la planque désaffectée. Elle le réintègre dans ses fonctions, sans lui présenter la moindre excuse. Plus tard, alors que Bond travaille dans son bureau, il est alerté par des bruits suspects ; il constate alors que le bâtiment du MI-6 est envahi par un commando armé. Monneypenny gît sur son bureau, morte, Robinson se fait rapidement descendre et M est menacée par un homme masqué. Bond tire alors sur M et crible son agresseur de balles avant de voir Q (anciennement R) se matérialiser devant lui. Il s'agissait d'un entrainement virtuel : Q fait une remontrance à Bond sur sa décision de tirer sur M, sans que Bond y soit réellement réceptif. Q donne alors à Bond ses habituels gadgets pour sa mission : une bague produisant un son à haute fréquence, à même de briser les vitres pare-balles, une montre, et une Aston Martin possédant, en plus de son arsenal traditionnel, la faculté de se rendre invisible. Juste avant le départ pour le grand Nord, on apprend que Miranda Frost est en réalité un agent britannique infiltré, M lui demandant de surveiller Bond.

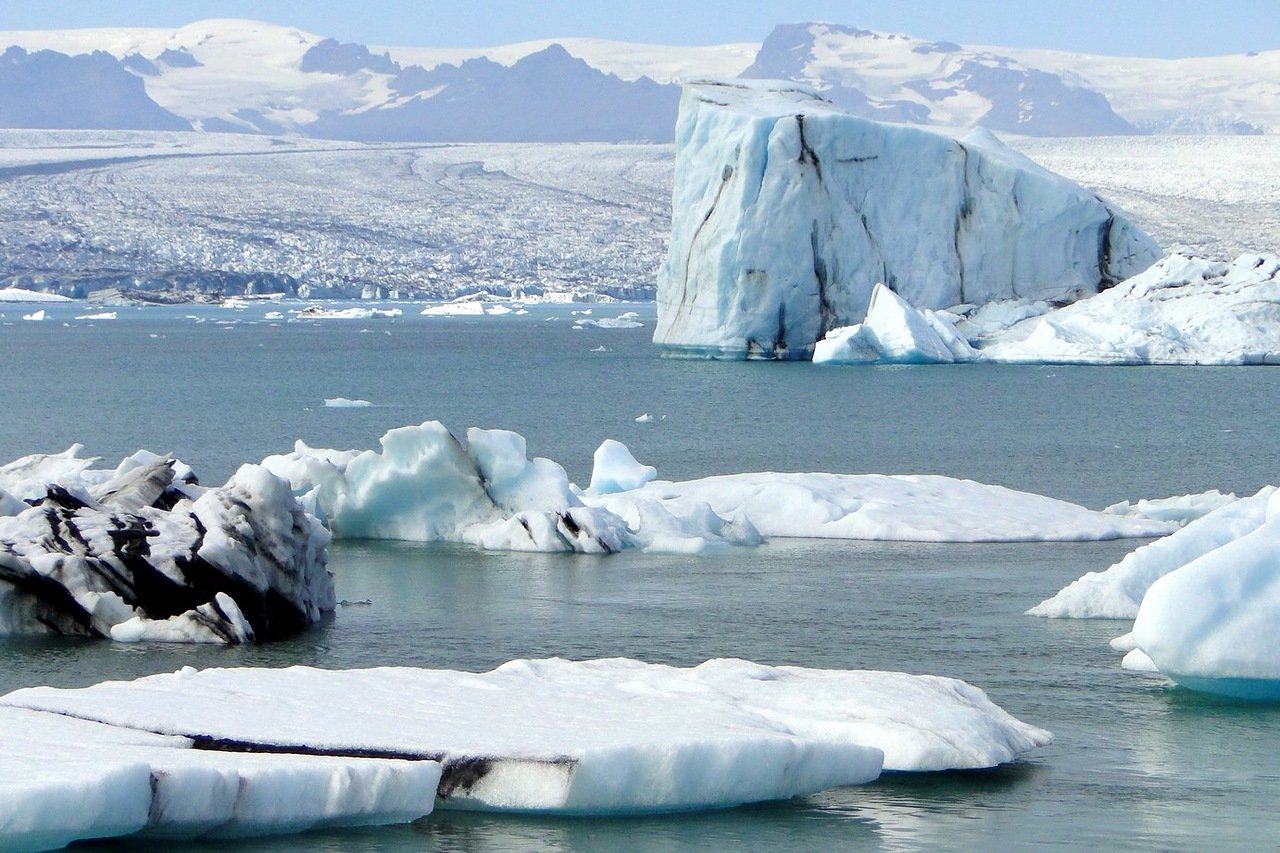
Jökulsárlón, région d'Islande où est censé se trouver le palais de glace

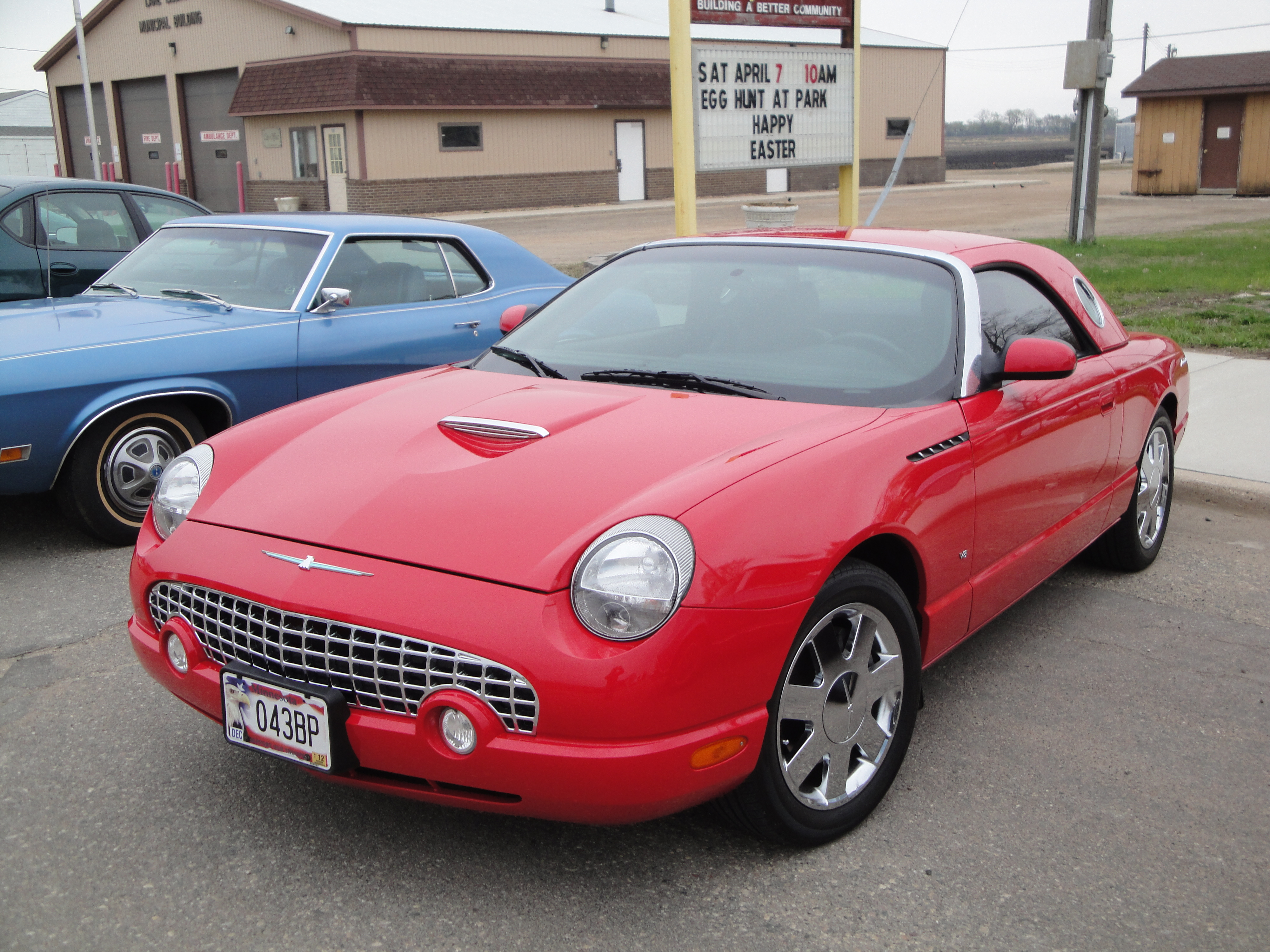
Ford Thunderbird 2002 de Jinx

En Islande, Bond retrouve Jinx juste après avoir fait la connaissance de Mister Kil. Graves dévoile alors, devant un gigantesque palais de glace construit pour l'occasion et un public conquis, son Projet Icare présenté comme humanitaire: un satellite en orbite basse déploie, sous les yeux ébahis de l'assistance qui assiste au spectacle sur grand écran, une grande parabole réfléchissante. Comme un miroir géant, la parabole permet à la lumière du soleil d'être réfléchie, inondant le lieu de lumière. Graves prétend alors vouloir "dispenser" la lumière sur le globe afin de "favoriser l'agriculture et lutter contre la faim dans le monde". Face à ce discours en apparence philanthropique, le public l'acclame. Bond et Jinx, pour leur part, restent plus sceptiques.
Quelques instants plus tard, Bond tente de s'introduire dans la "mine" de Gustav, mais déclenche l'alarme. Il réussit à s'échapper grâce à Miranda Frost qui se jette dans ses bras. Plus tard dans la nuit, Jinx, pour sa part, découvre que Zao est présent en Islande. Il semble d'ailleurs connaître parfaitement Graves et tous deux parlent coréen. Le surprenant alors qu'il a la tête engoncée dans un casque multicolore, Jinx est sur le point de l'abattre lorsqu'elle est assommée par une décharge électrique produite par un gadget porté par Graves et fabriqué par son ingénieur en chef, Vladimir. La jeune femme se retrouve attachée sur une plateforme alors qu'un laser de forte puissance s'apprête à lui découper lentement le cerveau en deux. 
Après avoir passé la nuit avec Miranda, Bond retourne vers la "mine", les surprend et parvient à stopper le laser mais doit alors se battre avec Mister Kil. Par maladresse, les deux hommes enclenchent tous les lasers de la pièce qui menacent alors de trancher Jinx et les deux adversaires. Finalement Bond parvient à placer Mister Kil dans le faisceau d'un laser, ce qui lui est fatal. Jinx avoue être un agent de la NSA et lui indique la présence de Zao sur l'île, ainsi que celle du masque étrange déjà aperçu à Cuba. Bond comprend alors que le masque, présent avant l'arrivée de Zao, n'est pas le sien. Il confronte Gustave Graves et comprend qu'il s'agit en fait du Colonel Moon, ayant survécu à sa chute en aéroglisseur. Miranda Frost arrive alors que Bond menace Graves de son arme et se révèle être le traître ayant dévoilé la véritable identité de Bond en Corée du Nord. Tenu en joue (Miranda ayant vidé son arme au cours de la nuit), Bond brise le sol de verre grâce à la bague hypersonique puis s'échappe en utilisant le dragster de Graves. Ce dernier le laisse partir, mais fait venir les généraux pour une démonstration.

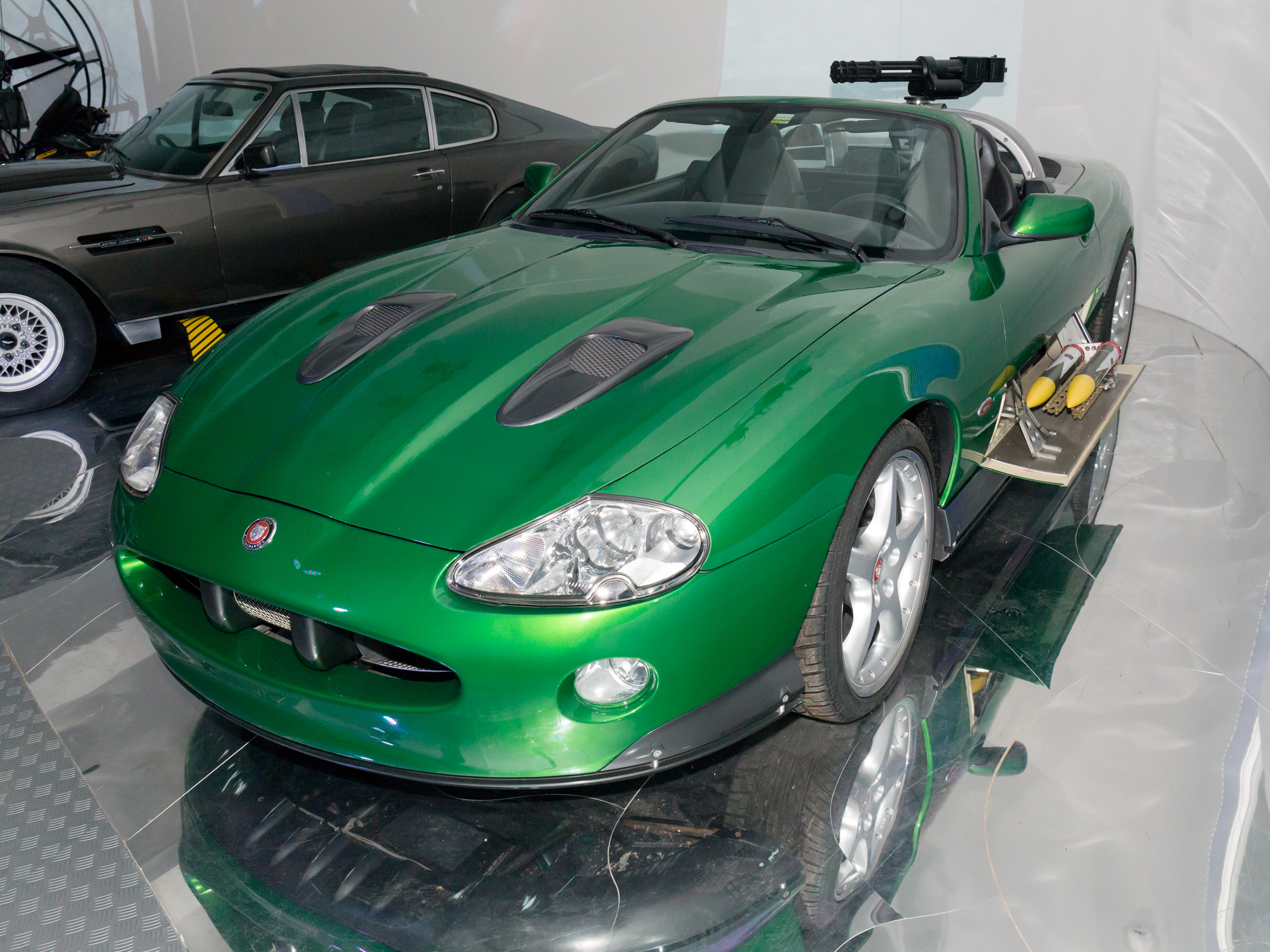
Jaguar XKR de Zao

Graves enclenche alors la véritable fonction d'Icare : un canon laser qui concentre en son cœur la lumière solaire afin d'un faire un gigantesque rayon destructeur, lancé à la poursuite de Bond. Arrivé au bord de la banquise, Bond parvient à accrocher le dragster à la paroi verticale grâce à un harpon, puis, alors que le rayon découpe la banquise, il utilise le parachute de freinage de l'engin pour rester à la surface de l'eau. Revenu sur la glace, il vole une motoneige pour revenir jusqu'au palais de glace. Il réintègre sa voiture invisible mais une autre motoneige la percute maladroitement, révélant sa position ; Zao le pourchasse dans une Jaguar possédant elle aussi une série de gadgets. Les deux véhicules se lancent dans une course effrénée entre une mer de glace et le palais lui-même. Jinx, quant à elle, est enfermée dans une des chambres du palais alors que celui-ci, frappé par le rayon d'Icare commence à fondre, menaçant de la noyer. Bond après s'être débarrassé de Zao une fois pour toutes, sauve Jinx in extremis, au prix du pare-brise de sa voiture. Frost, Graves et le reste de leur équipe s'échappent en avion et fuient en Corée du Nord, où des forces considérables commencent à se masser au niveau de la Zone coréenne démilitarisée.

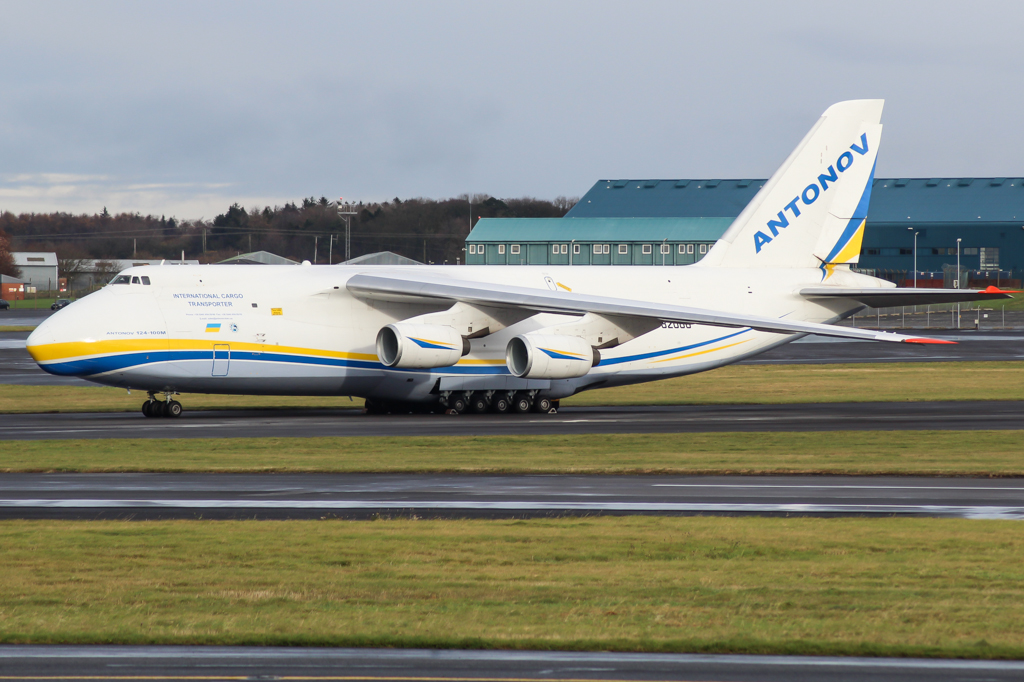
Antonov An-124 de Graves

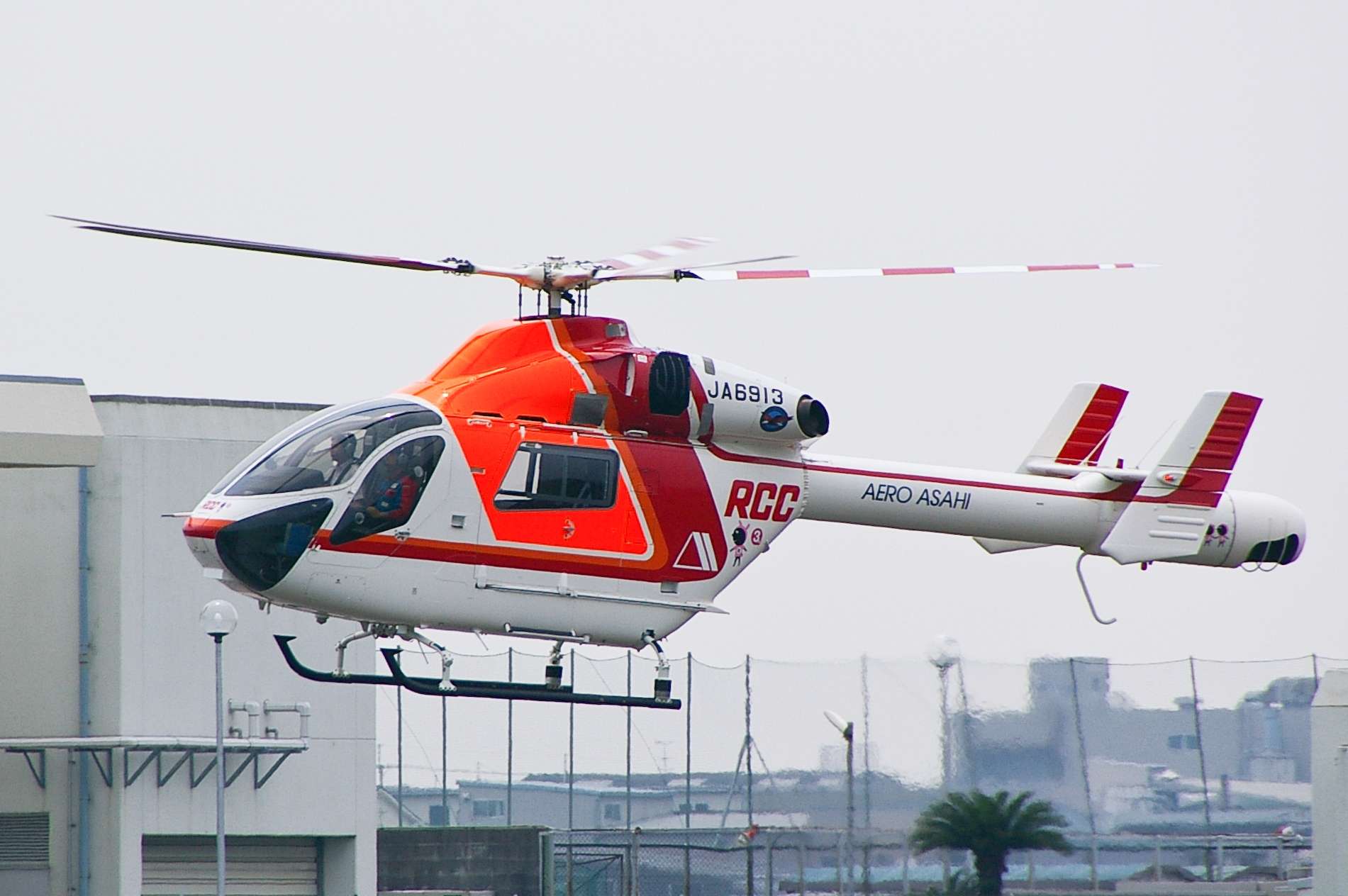
Hélicoptère MD-900 Explorer utilisé par Bond et Jinx pour s'échapper

Bond et Jinx sont rapidement transférés dans bunker au sud de la zone de démarcation des deux Corées. Ils apprennent le coup d'état contre le Général Moon et l'attaque imminente du colonel Moon contre la Corée du Sud. Malgré la réticence de la NSA, les deux agents sont parachutés en Corée du Nord. Pendant ce temps, l'armée américaine tire un missile vers le satellite de Graves, qui se retrouve détruit par le laser de ce dernier. L'alerte maximale est lancée le long de la frontière sud-coréenne. Durant la nuit, les deux agents ont atteint la base du colonel et embarquent dans l'avion de Graves juste avant son décollage.
Graves retrouve alors son père, le Général Moon et lui dévoile son plan ; utiliser Icare pour nettoyer le no man's land séparant les deux Corées afin d'ouvrir "une véritable autoroute" pour les troupes nord-coréennes. Face à la menace d'une riposte massive des Américains, le Général Moon se rebelle contre son fils, qui l'abat alors sans sourciller. Bond débarque et lors du combat, une balle perfore un hublot. La dépressurisation qui s'ensuit aspire littéralement tous les généraux nord-coréens présents ainsi que Vladimir dans le vide. Seuls Graves et Bond parviennent à résister au souffle, bien aidés par Jinx qui a pris les commandes et qui place l'appareil à une altitude viable. Elle est alors prise à partie par Frost qui la menace de son épée. Jinx quitte le poste de pilotage, non sans avoir enclenché le pilotage automatique en dirigeant volontairement l'avion vers le rayon d'Icare qui ravage la zone minée dans une série d'explosions spectaculaires. Au moment où l'avion traverse le rayon, Jinx en profite pour s'emparer de deux wakizashi et après un bref combat, se débarrasse de Frost. Bond, pour sa part, parvient à expédier Graves dans un des réacteurs de l'avion. Ceci fait, le rayon s'arrête quelques mètres avant d'atteindre la frontière sud-coréenne.
Dans l'avion qui se désintègre progressivement, Bond et Jinx s'échappent par la soute en utilisant l'hélicoptère personnel de Graves. Celui-ci démarre quelques mètres avant de percuter le sol et ils s'en sortent par miracle. Ils atterrissent sur une île, ayant au passage récupéré les diamants contenus dans l'hélicoptère. Pendant ce temps, à Londres, Moneypenny utilise le casque de réalité virtuelle de Q pour s'imaginer avec Bond.

## Fiche technique
- Titre francophone : Meurs un autre jour
- Titre original : Die Another Day
- Réalisation : Lee Tamahori
- Scénario : Neal Purvis et Robert Wade, d'après les personnages de Ian Fleming
- Photographie : David Tattersall
- Montage : Andrew MacRitchie et Christian Wagner
- Costumes : Lindy Hemming
- Décors : Peter Lamont
- Musique : David Arnold
  - Chanson thème : Die Another Day, interprétée par Madonna, écrite et composée par Madonna et Mirwais Ahmadzaï
- Production : Michael G. Wilson et Barbara Broccoli
- Sociétés de production : EON Productions, Metro-Goldwyn-Mayer, Danjaq et United Artists
- Sociétés de distribution :
  -  États-Unis : Metro-Goldwyn-Mayer
  -  Royaume-Uni : 20th Century Fox
  -  France : UGC Fox Distribution
- Budget : 142 000 000 $[1]
- Pays de production :  Royaume-Uni /  États-Unis
- Langues originales : anglais, coréen, cantonais, espagnol, allemand, islandais et italien
- Format : couleur — 35 mm — Panavision :
  - son DTS-ES | Dolby Digital EX | SDDS
- Genre : espionnage, action
- Durée : 132 minutes
- Dates de sortie[2] :
  - Royaume-Uni : 18 novembre 2002 (première mondiale à Londres), 20 novembre 2002 (sortie nationale)
  - France et Suisse romande : 20 novembre 2002
  - États-Unis : 22 novembre 2002
  - Belgique : 27 novembre 2002
- Classification :
  - Interdit aux moins de 13 ans non-accompagnés aux États-Unis et au Royaume-Uni à cause de scènes de violence et de nudité
  - Interdit aux moins de 12 ans en France

## Distribution
- Pierce Brosnan (VF : Emmanuel Jacomy) : James Bond 007
- Halle Berry (VF : Maïk Darah) : Giacinta « Jinx » Johnson
- Toby Stephens (VF : Éric Herson-Macarel) : Gustav Graves
- Rosamund Pike (VF : Catherine Le Hénan) : Miranda Frost
- Rick Yune (VF : Éric Do) : Zao
- Judi Dench (VF[Note 1] : Annie Bertin) : « M »
- John Cleese (VF : Michel Prud'homme) : « Q »
- Michael Madsen (VF : Jacques Frantz) : Damian Falco
- Will Yun Lee (VF : Jean-Pierre Michaël) : Colonel Tan-Sun Moon  (pré-générique)
- Kenneth Tsang (VF : Omar Yami) : Général Moon
- Emilio Echevarría (VF : Enrique Fiestas) : Raoul
- Mikhaïl Gorevoy (VF : Emmanuel Karsen) : Vladimir « Vlad » Popov
- Lawrence Makoare (VF : Frantz Confiac) : Mr. Kil
- Colin Salmon (VF : Thierry Desroses) : Charles Robinson
- Samantha Bond (VF : Brigitte Virtudes) : Miss Moneypenny
- Ben Wee : le réceptionniste de l’hôtel curieux
- Ho Yi (VF : Jim Adhi Limas) : M. Chang, le directeur de l'hôtel et agent chinois
- Rachel Grant : Calmes Fontaines de Désir
- Ian Pirie (VF : Marc Alfos) : M. Krug
- Simón Andreu : Dr Alvarez
- Mark Dymond : M. Van Bierk  (pré-générique)
- Deborah Moore : l'hôtesse de l'air (caméo)
- Oliver Skeete (VF : Frantz Confiac) : le concierge au club d'escrime (caméo)
- Joaquín Martínez : le vieil homme à la fabrique de cigares
- Michael G. Wilson : Général Chandler (caméo)
- Daryl Kwan : Général Han
- Vincent Wong : Général Li
- Sai-Kit Yung : Général Dong
- Manolo Caro : Fidel, le serveur cubain
- Tymarah : la garde coréenne au scorpion
- Paul Darrow : le docteur
- Lucas Hare (VF : Lionel Tua) : le secouriste
- Cristina Contes : l'infirmière
- Stewart Scudamore : un journaliste au palais de Buckingham
- Bill Nash : un journaliste au palais de Buckingham
- James Wallace : un journaliste au palais de Buckingham
- Ami Chorlton : une journaliste au palais de Buckingham
- Madonna (VF : Laurence Crouzet) : Verity, l'enseignante d'escrime (caméo) (non créditée)
- Michael G. Wilson : un figurant à Cuba (caméo) (non crédité)

## Lieux de l'action
- Corée du Nord, Pyongyang
- Hong Kong
- Cuba, La Havane
- Angleterre, Londres
- Islande
- Corée du Sud (zone démilitarisée entre les deux Corées)

## Production
Les producteurs Michael G. Wilson et Barbara Broccoli ont longuement réfléchi pour choisir le réalisateur de ce 20e film, 40 ans après James Bond 007 contre Dr No : « Notre premier objectif fut de dénicher un vrai réalisateur capable de maîtriser tous les enjeux de cette vaste entreprise et de répondre aux attentes du public. Quelqu'un qui saurait bâtir une nouvelle histoire propre à surprendre le spectateur, à lui apporter encore plus qu'il n'espère. Lee Tamahori est très dynamique et doué d'un sens visuel aigu ». Ce dernier les surprit fortement lorsqu'il suggéra le recours aux images de synthèse pour certaines scènes du film, ce qui n'avait jamais été fait dans la saga. Lee Tamahori était également partisan de la « théorie des multiples James Bond ». Selon cette hypothèse, ce nom ne serait qu'un nom d'emprunt donné aux meilleurs agents (ce qui explique les changements d'acteurs et d'époques dans la saga). Il avait même un temps envisagé un caméo de Sean Connery, en tant qu'ancien agent James Bond, pour venir délivrer Pierce Brosnan au début du film, mais les producteurs « historiques » Michael G. Wilson et Barbara Broccoli, d'EON Productions, ont refusé (aussi bien le caméo de Sean Connery, en froid avec la production depuis sa participation au James Bond concurrent de la franchise officielle Jamais plus jamais, que de valider la théorie des multiples James Bond). Pierce Brosnan aurait quant à lui souhaité travailler plutôt avec Brett Ratner.

### Attribution des rôles
Le personnage de Wai Lin (Demain ne meurt jamais) aurait dû faire son retour pour Meurs un autre jour, mais l'emploi du temps de Michelle Yeoh ne l'a pas permis. Cela aurait constitué une première dans la saga. En effet, aucune des James Bond Girls « principales » (celles avec lesquelles l'agent se retrouve à la fin d'un film) n'avaient fait d'apparition dans le suivant. Il faudra attendre Mourir peut attendre pour retrouver de nouveau le Dr Madeleine Swann (Léa Seydoux) qui apparaissait déjà dans Spectre. Le personnage de Sylvia Trench s'en était toutefois approché, puisqu'elle était la maîtresse délaissée de James Bond dans les deux films James Bond 007 contre Dr No (1962) et dans Bons baisers de Russie (1963). Toutefois, elle n'était pas la James Bond Girl principale dans aucun de ces deux films.
Saffron Burrows et Salma Hayek ont été pressenties pour jouer dans le film.
Les figurants qui jouent des soldats coréens durant la séquence de pré-générique ont été recrutés dans le club d'arts martiaux britanniques et entraînés par le coordinateur des cascades Georges Aguiar.

### Tournage
Le tournage principal débute le 11 janvier 2002 aux Pinewood Studios. Le tournage se partage ensuite entre le Royaume-Uni, l'Islande et Cadix en Espagne. Le film est également tourné sur l'île de Maui dans l'archipel d'Hawaï en décembre 2001 avec la seconde équipe. Les surfers Laird Hamilton, Dave Kalama et Darrick Doerner ont tourné la scène de surf de la séquence pré-générique sur la célèbre plage « jaws » à Hawaï alors que le reste de la scène a été réalisé à Cadix et Newquay.
Lieux de tournage
| Angleterre - Londres - Aéroport de Londres-Heathrow - Palais de Buckingham (le saut en parachute de Gustav Graves) - Green Park (le saut en parachute de Gustav Graves) - Pinewood Studios - Plateau Albert R. Broccoli 007 - Aldershot et Chinnor (séquence d'ouverture : poursuite en aéroglisseur) - Church Crookham, Hampshire (zone démilitarisée en Corée) - Eden Project, Cornouailles (intérieurs de la mine de diamant de Graves) - Bourton-on-the-Water, Gloucestershire (pour la poursuite automobile sur le glacier) - RAF Manston, Kent (base aéronautique nord-coréenne) - Baie de Holywell (en) et îles Gull Rocks, Cornouailles (plage nord-coréenne et champ de bataille), Pays de Galles - Penbryn Beach, Ceredigion (scène finale entre Bond et Jinx) | Espagne (pour les scènes censées se dérouler à Cuba) - Plage de La Caleta, Andalousie - Cadix, Andalousie Hawaï - Île de Maui (pour la scène de surf au début) Islande - Jökulsárlón (pour la poursuite automobile sur le glacier) - Höfn (palais de glace et ses alentours, poursuite automobile sur le glacier) Norvège - Spitzberg, Svalbard (pour la poursuite automobile sur le glacier) - Parc national de Jostedalsbreen (alentours du palais de glace, poursuite automobile sur le glacier) - Luster (alentours du palais de glace, poursuite automobile sur le glacier) Corée du Sud |

## Voitures
Le film est assez riche en voitures. On peut citer l'Aston Martin Vanquish V12 de James Bond truffée de gadgets : pistolets automatiques à air comprimé, missiles thermoguidés pilotés par ordinateur dans la calandre avant, fonction d'invisibilité, mitrailleuses dans les clignotants avant, siège passager éjectable, pneus à clous rétractiles pour la conduite sur glace, vitres à l'épreuve des balles, carrosserie et fond de caisse blindés...
Zao, l'antagoniste du film, possède un Jaguar XKR équipée entre autres d'un canon rotatif à 360° au-dessus du pare-brise, de bras-béliers dans la calandre avant, de bombes air-sol...
La collection de voitures du colonel Moon est très luxueuse : elle comprend une Ford GT40, une Ferrari 360 Modena, 2 Lamborghini Diablo et une Porsche 911 Turbo. La Ford Fairlane Skyliner et la Ford Thunderbird de Jinx, voitures moins voyantes mais toutes aussi belles, sont également à noter.

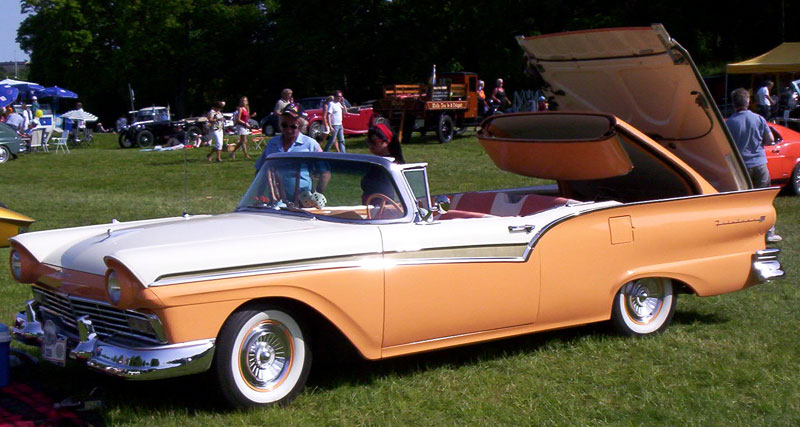
Ford Fairlane 500 Skyliner 1957
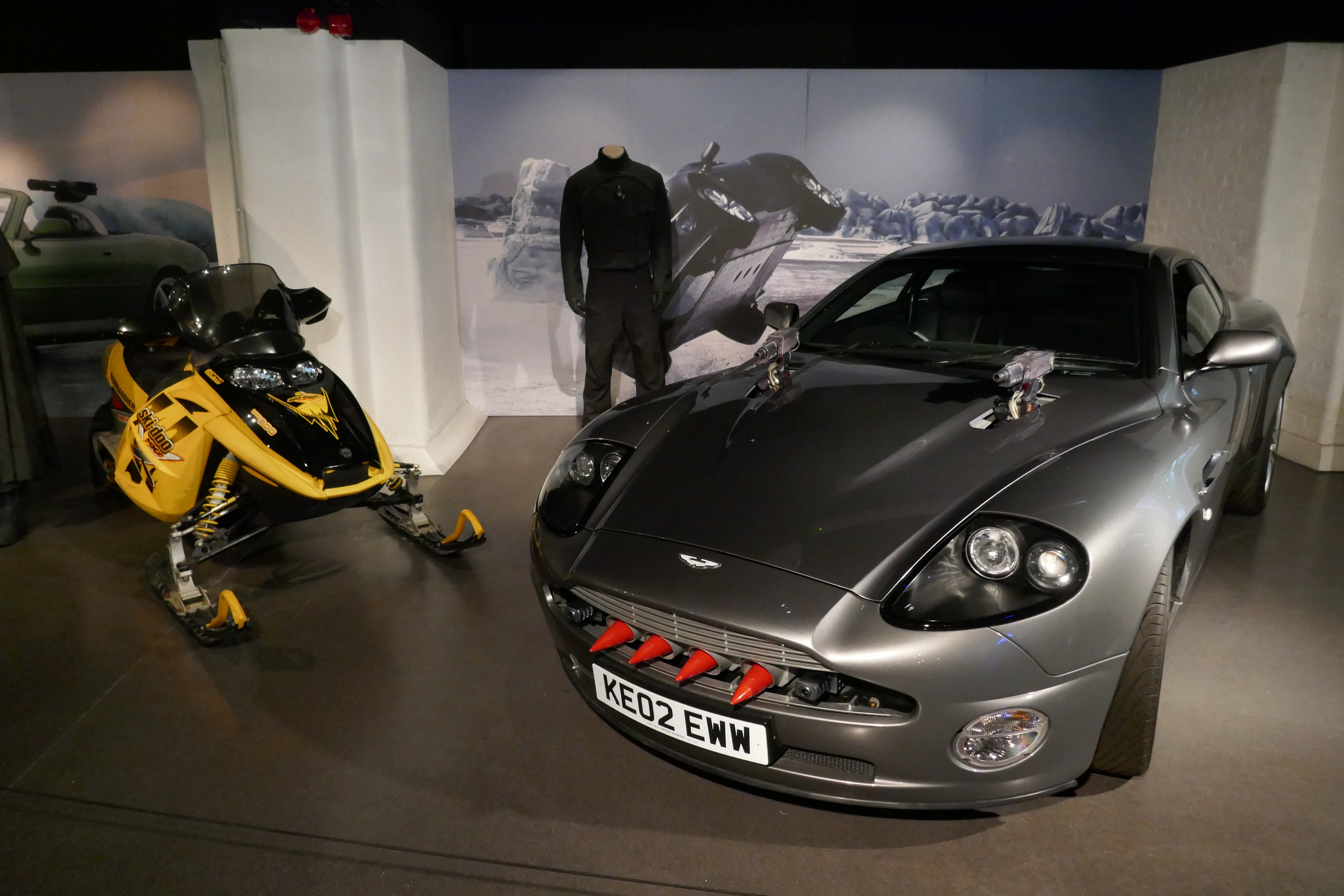
Aston Martin V12 Vanquish de James Bond et Bombardier MX Rev Ski-Doo
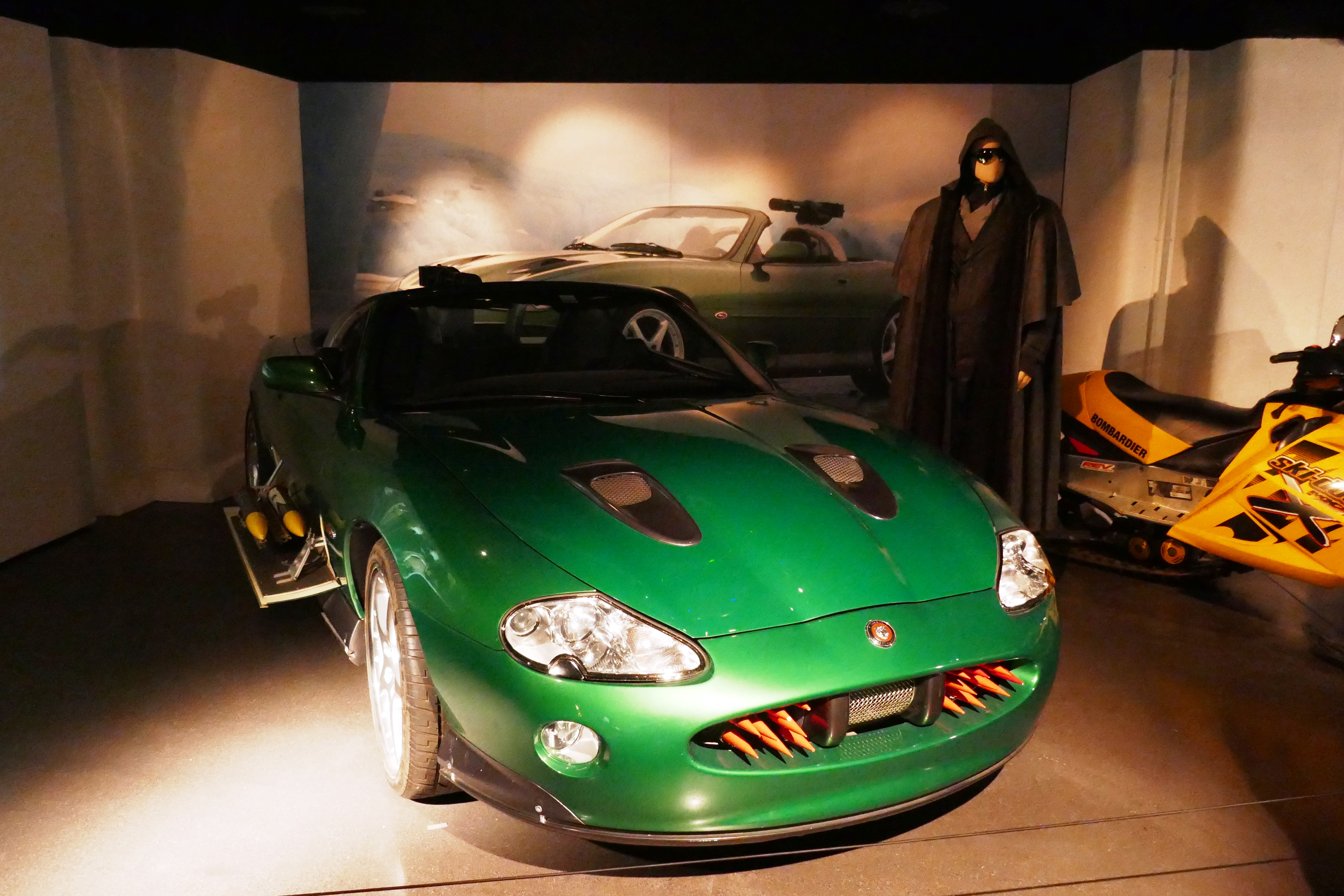
La Jaguar XKR de Zao
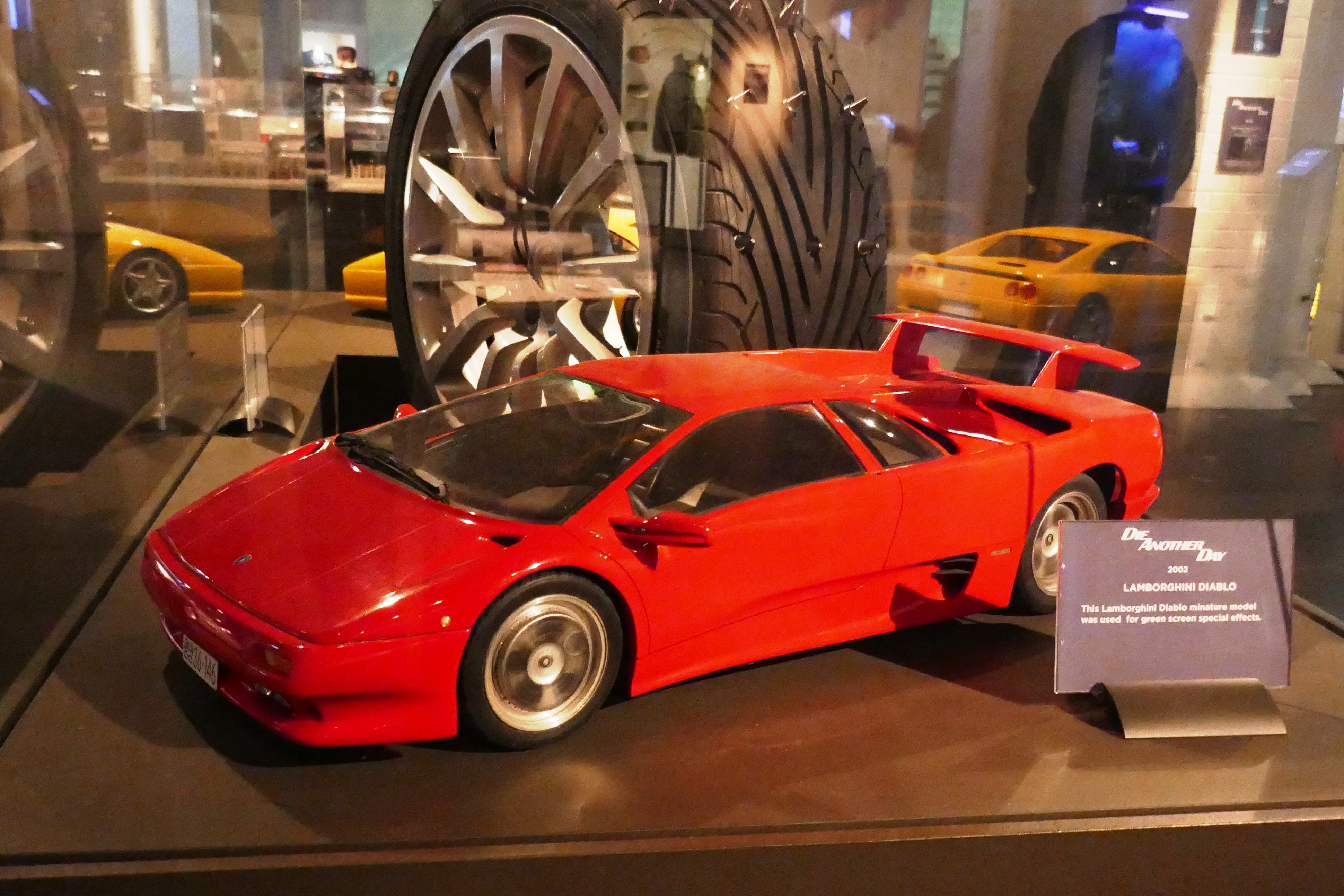
Modèle réduit de Lamborghini Diablo utilisé pour les effets spéciaux du film
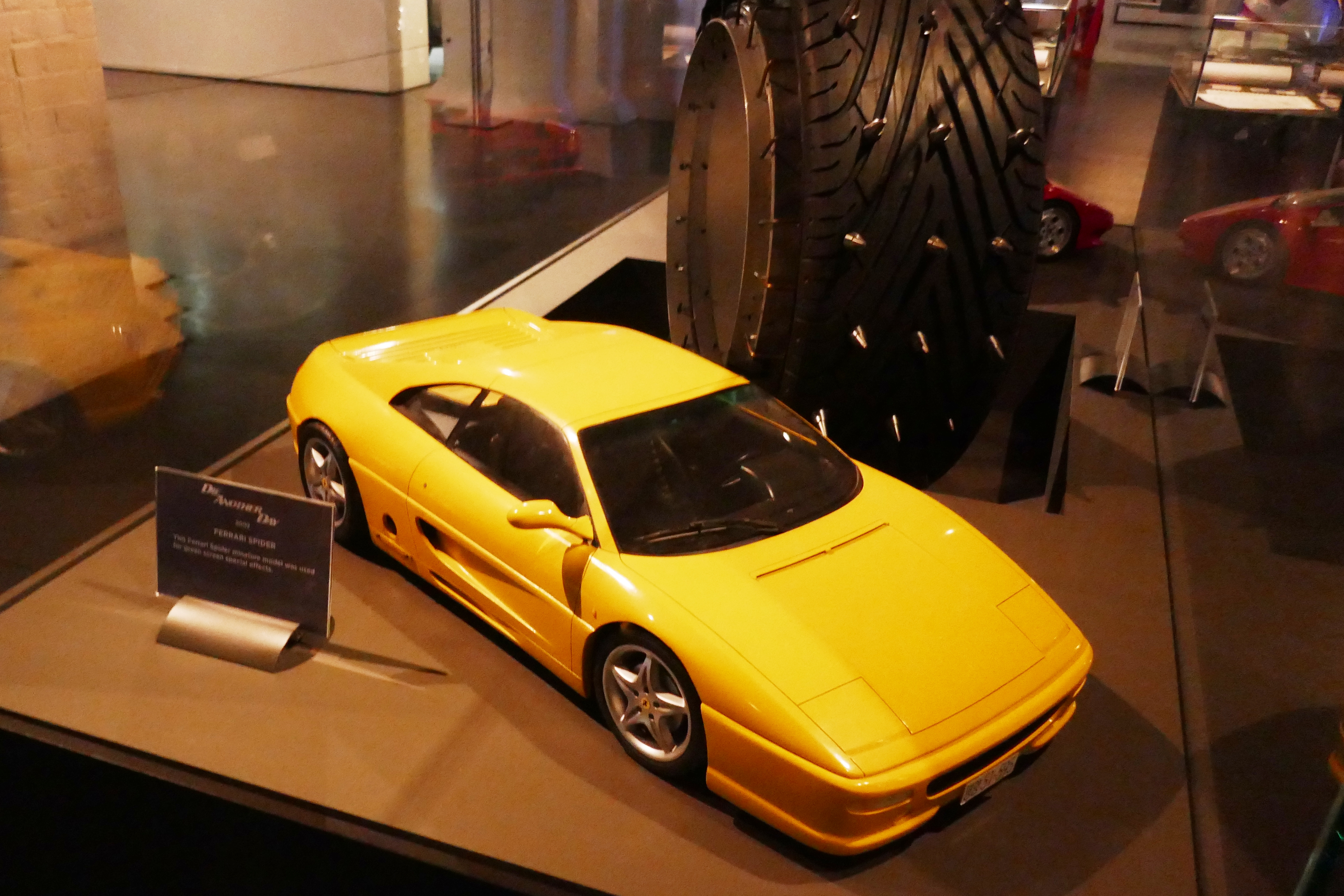
Modèle réduit de Ferrari Spider utilisé pour les effets spéciaux du film
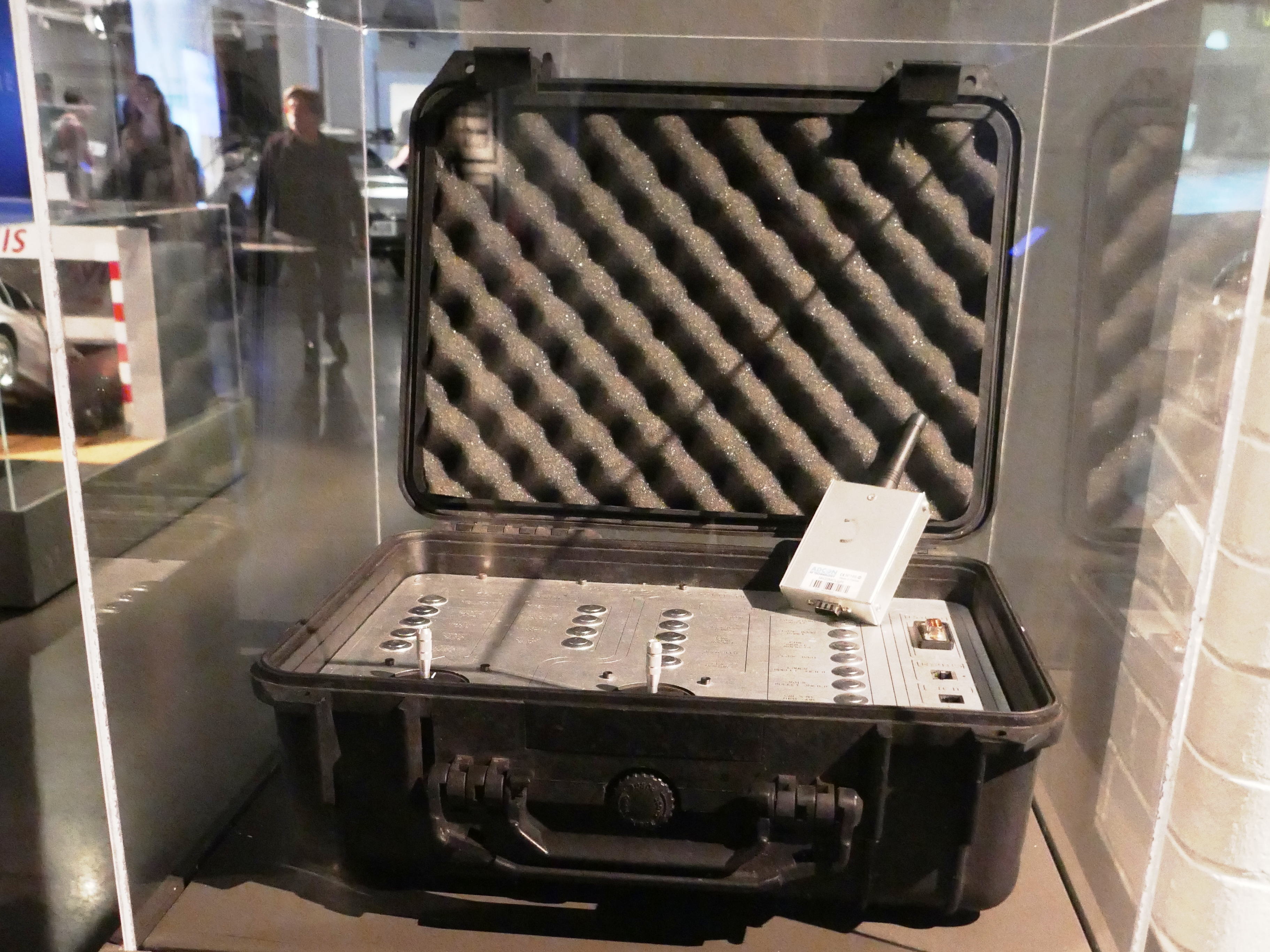
Télécommande conçue et utilisée par l'équipe des cascadeurs pour contrôler l'Aston Martin et la Jaguar
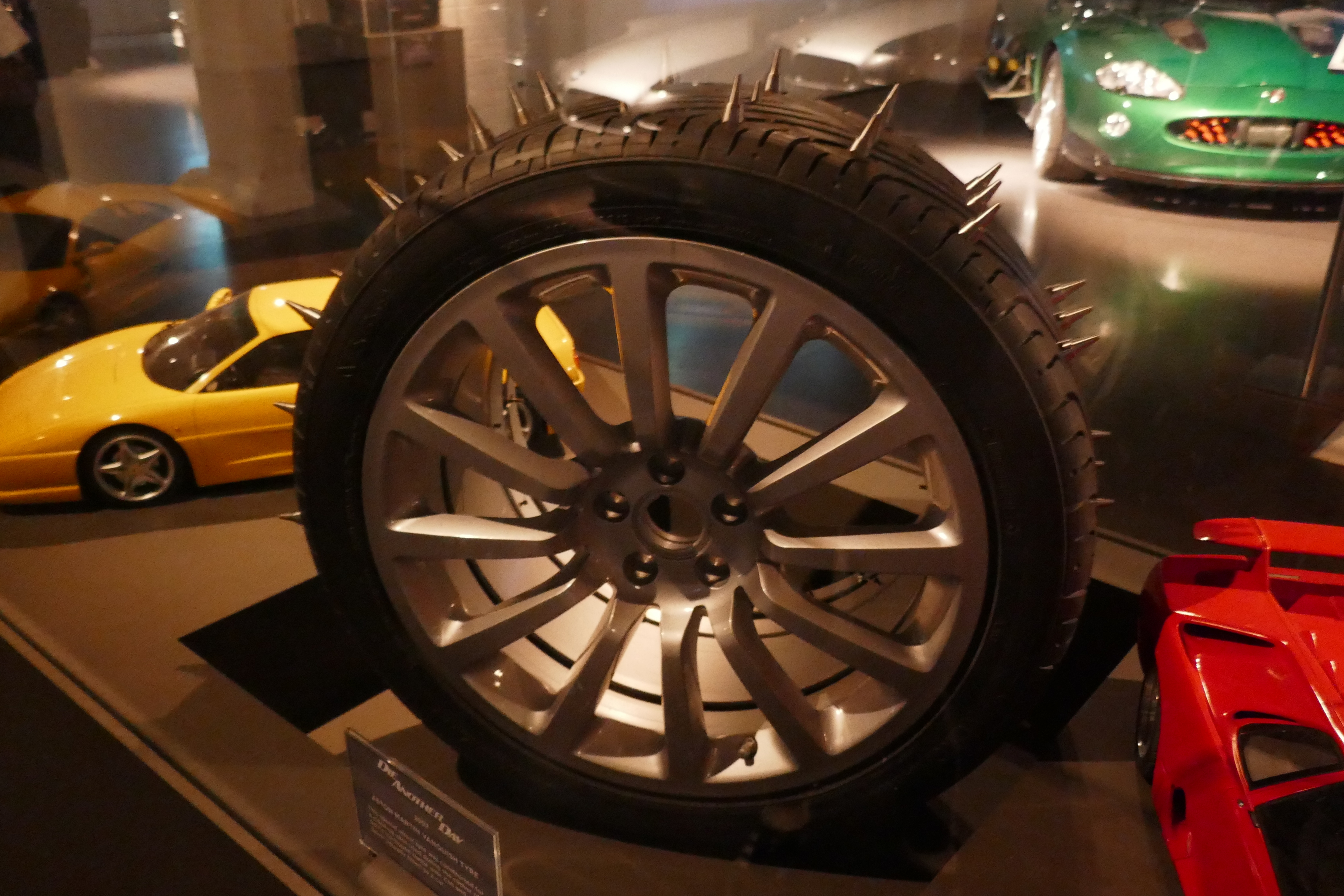
Pneu d'Aston Martin Vanquish fabriqué et utilisé pour un plan rapproché

## Bande originale
Bandes originales James Bond
Le monde ne suffit pas
(1999) Casino Royale
(2006)
David Arnold compose sa 3e bande originale consécutive d'un film de James Bond. Il continue d'intégrer de la musique électronique après la B.O. de Le monde ne suffit pas. Il réutilise également certains thèmes du précédent film.
La chanson du générique d'entrée Die Another Day est interprétée par Madonna, qui apparaît également dans le film. On peut entendre la chanson London Calling des Clash.

### Liste des titres
1. Die Another Day – Madonna
2. James Bond Theme (Bond vs. Oakenfold) – David Arnold featuring Paul Oakenfold
3. On the Beach
4. Hovercraft Chase (contient le James Bond Theme, à l'origine composé par Monty Norman pour James Bond 007 contre Dr. No (1962))
5. Some Kind of Hero?
6. Welcome to Cuba
7. Jinx Jordan
8. Jinx & James
9. A Touch of Frost
10. Icarus
11. Laser Fight
12. Whiteout
13. Iced Inc.
14. Antonov
15. Going Down Together

## Accueil

### Accueil critique
Sur l'agrégateur américain Rotten Tomatoes, le film récolte 56 % d'opinions favorables pour 221 critiques. Sur Metacritic, il obtient une note moyenne de 56⁄100 pour 43 critiques.
En France, le site Allociné propose une note moyenne de 3,7⁄5 à partir de l'interprétation de critiques provenant de 23 titres de presse.

### Box-office
- Mondial : 431 905 532 $[14]
  -  États-Unis : 160 876 605 $[14]
- France : 4 015 654 entrées[14]
  - Paris : 911 191 entrées[14]

## Distinctions principales
Source : Internet Movie Database

### Récompenses
- Empire Awards 2003 : meilleur espoir pour Rosamund Pike
- BMI Film & TV Awards 2003 : BMI Film Music Award pour David Arnold
- NAACP Image Awards 2003 : meilleure actrice dans un second rôle pour Halle Berry
- Razzie Awards 2003 : pire second rôle féminin pour Madonna

### Nominations
- Saturn Awards 2003 : meilleur film d'action, d'aventures ou thriller, meilleur acteur pour Pierce Brosnan, meilleur acteur dans un second rôle pour Toby Stephens, meilleure actrice dans un second rôle pour Halle Berry et Cinescape Genre Face of the Future Award pour Rosamund Pike
- Empire Awards 2003 : meilleur film, meilleure actrice pour Halle Berry, meilleure scène pour le combat à l'épée
- Golden Globes 2003 : meilleure chanson originale pour Die Another Day
- Razzie Awards 2003 : pire chanson originale pour Die Another Day
- Satellite Awards 2003 : meilleure chanson originale pour Die Another Day
- BET Awards 2003 : meilleure actrice pour Halle Berry
- MTV Movie Awards 2003 : meilleure actrice pour Halle Berry
- Teen Choice Awards 2003 : meilleure actrice pour Halle Berry - film d'action, d'aventures ou drame (également nommée pour X-Men 2)
- Black Reel Awards 2003 : meilleure actrice dans un second rôle pour Halle Berry
- Razzie Awards 2010 : pire actrice de la décennie pour Madonna (également nommée pour Un couple presque parfait et À la dérive)

## Novélisation
En novembre 2002, Raymond Benson a écrit la novélisation du film. Il s'agit de la dernière contribution de l'auteur au monde du James Bond littéraire, ainsi que le dernier film de la saga à avoir été novélisé. L'intrigue reprend fidèlement le scénario du film écrit par Neal Purvis et Robert Wade, tout en incluant la plupart des scènes coupées et des digressions concernant les lieux et les personnages de l'histoire. Certains événements sont aussi modifiés dans le roman. Meurs un autre jour a été publié en France la même année, aux éditions de la Sentinelle, avec une traduction signée Pascal Loubet.
Le roman explique en quoi consiste la mission du pré-générique : la Corée du Sud et le MI6 ont décidé de lancer une opération d'élimination du colonel nord-coréen Tan-Gun Moon (et non Tan-Sun comme dans le film) car ils le considèrent comme un radical dangereux capable de lancer une guerre. La poursuite en aéroglisseurs a quelque peu changé, notamment la fin où Bond et Moon se battent sur le gros aéroglisseur, qui se trouve alors coincé, immobilisé sur le bord d’une falaise et prêt à tomber (alors que dans le film, l’engin fonce à pleine vitesse). La course-poursuite entre l'Aston Martin et la Jaguar a également subi quelques changements.
Un autre changement est opéré lorsque 007 est échangé contre Zao : il se retrouve dans une base militaire britannique située aux abords de Séoul et non sur un bateau navigant près de Hong Kong. Ce changement a une incidence sur la suite de l'histoire dans la mesure où un chapitre a été ajouté, dans lequel Bond se trouve dans les rues de Séoul après son évasion. Il finira par se rendre à Hong Kong en embarquant clandestinement sur un bateau.
Le roman ajoute également une scène dans l'hôtel hongkongais, dans laquelle M. Chang donne une arme à Bond, ainsi qu'un dossier sur Tang Lin Zao et sur le colonel Moon. Par ailleurs, un autre chapitre est consacré à la transformation du colonel Moon en Gustav Graves : l'homme a survécu à la chute de l'aéroglisseur en se saisissant d'un gilet de sauvetage et d’un gilet pare-balles. Il a ensuite rejoint l'une de ses nombreuses planques, où il a conçu un plan avec Zao, avant de reprendre contact avec Miranda Frost. Moon et Miranda s'étaient connus dans l'équipe d’escrime de Harvard. Lorsque Moon décida de changer d'identité, Miranda lui conseilla la clinique du docteur Alvarez. Il resta un mois à la clinique cubaine, avant de se rendre en Afrique où il étudia l’extraction des diamants et soudoya les autorités pour obtenir des faux papiers. Moon y rencontra aussi un homme qui extrayait des diamants illégaux en Afrique, et qu'il écoulait grâce à une fausse mine en Islande. Graves signa un partenariat avec lui, le tua avant de cacher son corps, et fit sa première apparition publique en annonçant qu’il avait découvert un gros filon de diamants dans la mine islandaise dont il était désormais le propriétaire. Au cours de ce chapitre, il est également dit que Miranda Frost a tué son propre père à l'âge de quatorze ans, grâce à des abeilles.
Le final comporte aussi quelques petits changements : Graves ne finit pas dans l’un des réacteurs de l'Antonov mais dans le rayon d'Icare. Miranda n'est pas morte pendant le combat avec Jinx, elle est encore vivante lorsque Bond et Jinx se préparent à quitter l'avion. Elle supplie Bond de l'emmener avec eux (espérant gagner du temps pour que personne n’en réchappe) et lui demande s'il veut savoir pourquoi elle a agi ainsi. Bond décide qu'il ne veut pas savoir et s'en va avec Jinx, laissant Miranda seule dans l'avion en perdition.

## Analyse